# بيريف ام بي ار -7
بيريف ام بي ار -7 (بالإنجليزية: Beriev MBR-7)‏ هي قاذفة قنابل من صناعة بيريف. كان أول طيران لها في 1937.